# Caryophyllia scobinosa
Caryophyllia scobinosa är en korallart som beskrevs av Alcock 1902. Caryophyllia scobinosa ingår i släktet Caryophyllia och familjen Caryophylliidae. Inga underarter finns listade i Catalogue of Life.